# Francesco Amici
Francesco Amici (ur. 5 lutego 1960 w San Marino) – sanmaryński strzelec.
Strzelectwo uprawia od 1980.
Czterokrotny olimpijczyk (występował na igrzyskach w 1992, 1996, 2000 i 2004). Zdobył pierwszy w historii San Marino medal strzeleckich mistrzostw świata (był trzeci w trapie w 1995). Zdobył także brązowy medal mistrzostw świata w drużynie (w 2010). Amici jest także kilkakrotnym medalistą igrzysk małych państw Europy. W 1989, 1995, 1997, 2001, 2003 i 2005 zdobywał złoty medal w trapie.
Jest żonaty.

## Wyniki olimpijskie

### IO 1992
- Trap mieszany – 21. miejsce, 188 punktów[9]

### IO 1996
- Trap mężczyzn – 31. miejsce, 118 punktów[10]

### IO 2000
- Trap mężczyzn – 32. miejsce, 106 punktów[11]

### IO 2004
- Trap mężczyzn – 7. miejsce, 119 punktów[12]